# Porroglossum lorenae
Porroglossum lorenae är en orkidéart som beskrevs av Carlyle August Luer. Porroglossum lorenae ingår i släktet Porroglossum och familjen orkidéer. Inga underarter finns listade i Catalogue of Life.